# Stade montois basket masculin
Pour les articles homonymes, voir Stade montois.
Actualités
Le Stade montois basket masculin est un club français de basket-ball évoluant lors de la saison 2023-2024 en NM3, 5e division du championnat de France. Cette section du Stade montois omnisports est basée dans la ville de Mont-de-Marsan.

## Historique
Création de la section basket-ball au sein du Stade montois omnisports en 1974. Le club a évolué en Nationale 2 (troisième division à l'époque) de 1991 à 1994.

## Palmarès
- Sénior :
  - Champion de France NM3 : 1991
- Jeune : 
  - Champion de France minimes Série B : 2011/2012
  - Coupe Fauthoux minimes 2011/2012
  - Coupe Fauthoux cadets 2013/2014
  - génération 2001 triple champion des Landes (record)

## Joueurs et personnalités du club

### Présidents
- 1999-2023 :  Pierre Parage
- 2023- :  Thomas Félix

### Entraîneurs
- Années 1990 :  Christian Saint-Lézer
- Années 1990 :  Guy Gourgues
- 1993-2000 :  Patrick Dumas
- 1999-2004 :  Olivier Lafargue
- Années 2000 :  Jean-Marc Espada
- Années 2000 :  Mickaël Lavaleur
- 2011-2014 :  Philippe Carrère
- 2017-2022 :  Patrick Dumas et  Jeff Cabannes
- juin-oct. 2022 :  Patrick Dumas
- oct. 2022-2023 :  Philippe Carrère
- 2023- :  Christian Ortega

### Joueurs célèbres ou marquants
- Marc M'Bahia
- Raphaël Ruiz
- Bruno Baptifoy
- Christophe Chevarin
- Fabrice Danthez
- Romain Hillotte
- Michel Ipouck